# 4 الدب الأكبر b

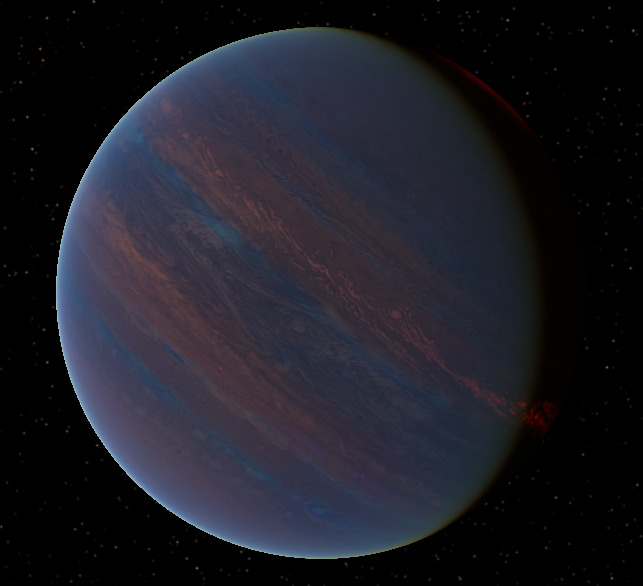

 الدب الأكبر  هو كوكب خارج المجموعة الشمسية يدور حول النجم الدب الأكبر في كوكبة الدب الأكبر كل 269.3 يوما. يعتقد أنه كوكب غازي نظرا لكبر كتلته التي تعادل 2257 من كتلة الأرض، أو 7.1 من كتلة المشتري. في حين يعتقد أن قطره يقارب 37000 كيلومترا. يعتقد أن معدل درجة الحرارة على سطح 4 الدب الأكبر يصل إلى 47 درجة مئوية. كما طرحت إمكانية تواجد الماء السائل على أقماره إن وجدت. يبلغ قطر مدار الكوكب 0.87 وحدة فلكية. اكتشف الكوكب في 28 مارس 2007.

## الروابط الخارجية
كوكب الدب الأكبر 4 ب